# 松叶蕨
松叶蕨（学名：Psilotum nudum），又稱鐵掃帚（臺灣話：Thih-sàu-tshiú）、松葉蘭（臺灣話：Siông-hio̍h-lân），为松叶蕨科松叶蕨属下的一个种。属名Psilotum源于希腊语psilos，意为“裸露的”，指本属植物通常无叶。种名nudum意为裸露的。与松叶蕨近亲梅溪蕨比较可推断松叶蕨的祖先可能也具叶,在演化过程中叶退化逐渐成为现今模样。《中国珍稀濒危植物名录》列有松叶蕨。